# CSR (гурт)
CSR (кор. 첫사랑) — південнокорейський жіночий гурт з семи учасниць, створений A2Z Entertainment у 2022 році. На даний момент гурт складається з семи учасниць: Суа, Ґимхі, Сіхьон, Сойон, Юна, Дуна та Єхам. Гурт дебютував 27 липня 2022 року з розширений альбом Sequence: 7272.

## Назва
CSR — це абревіатура від Cheotsarang (букв. «Перше кохання»).

## Учасниці
- Ґимхі (금희)[3]
- Сіхьон (시현)[4]
- Сойон (서연)[5]
- Юна (유나)[6]
- Дуна (두나) — лідерка[7]
- Суа (수아)[8]
- Єхам (예함)[9]

## Дискографія

### Мініальбоми
| Назва          | Деталі | Пікові позиції у чартах | Продажі                  |
| Назва          | Деталі | KOR                     | Продажі                  |
| -------------- | --- | ----------------------- | ------------------------ |
| Sequence: 7272 | - Реліз: 28 липня 2022 - Лейбл: Pop Music - Формат: CD, цифрове завантаження, стриминг Трек-лист 1. «72.72Hz» (열일곱) 2. «Pop? Pop!» (첫사랑) 3. «Manito» (비밀이야) 4. «Toi et Moi» (지금 너에게 보내) 5. «Euratcha!» (으랏차) | 16                      | - Південна Корея: 17,414 |
| Delight        | - Реліз: 29 березня 2023 - Лейбл: A2Z Entertainment - Формат: CD, цифрове завантаження, стриминг Трек-лист 1. «Signal» (열여덟) 2. «Shining Bright» (빛을 따라서) 3. «Picnic» (소풍) 4. «Dandelion» (마음이 피어요)              | 15                      | - Південна Корея: 26,034 |

### Сингли
| Назва                                                                            | Рік  | Пікові позиції у чартах | Альбом              |
| Назва                                                                            | Рік  | KOR Down.               | Альбом              |
| -------------------------------------------------------------------------------- | ---- | ----------------------- | ------------------- |
| «Pop? Pop!» (첫사랑)                                                             | 2022 | 87                      | Sequence: 7272      |
| «♡Ticon» (LoveTicon, 러브티콘)                                                   | 2022 | 63                      | Sequence: 17&       |
| «Shining Bright» (빛을 따라서)                                                   | 2023 | 56                      | Delight             |
| «HBD To You» (Midnight Ver.)                                                     | 2023 | -                       | Позаальбомний сингл |
| «HBD To You» (Korean Ver.)                                                       | 2023 | -                       | Позаальбомний сингл |
| «HBD To You» (Jersey Club Remix)                                                 | 2024 | -                       | Позаальбомний сингл |
| «—» релізи, що не потрапили у чарти або не були випущені у відповідних регіонах. |      |                         |                     |

## Фільмографія

### Телевізійне шоу
| Рік  | Назва                 | Роль     | Прим.  |
| ---- | --------------------- | -------- | ------ |
| 2024 | Chuang Asia: Thailand | Учасниці | [ 14 ] |